# Adjazenzmatrix
|                                                                 | {\displaystyle {\begin{array}{r\|c}&{\begin{matrix}1&2&3&4\end{matrix}}\\\hline {\begin{matrix}1\\2\\3\\4\end{matrix}}&{\begin{pmatrix}0&1&0&0\\1&0&1&1\\0&1&0&0\\0&1&0&0\\\end{pmatrix}}\end{array}}} |
| Ungerichteter Graph ohne Kantengewichte und ohne Mehrfachkanten | 4x4-Adjazenzmatrix zum Graphen links, mit den 3 Kanten (1,2), (2, 3) und (2, 4) die durch 1 gekennzeichnet sind                                                                                        |

Eine Adjazenzmatrix (manchmal auch Nachbarschaftsmatrix) eines Graphen ist eine Matrix, die speichert, welche Knoten des Graphen durch eine Kante verbunden sind. Sie besitzt für jeden Knoten eine Zeile und eine Spalte, woraus sich für n Knoten eine {\displaystyle n\times n}-Matrix ergibt. Ein Eintrag in der i-ten Zeile und j-ten Spalte gibt hierbei an, ob eine Kante von dem i-ten zu dem j-ten Knoten führt. Steht an dieser Stelle eine 0, ist keine Kante vorhanden – eine 1 gibt an, dass eine Kante existiert, siehe Abbildung rechts.
Es gibt unterschiedliche Varianten, abhängig von der Art des Graphen, z. B. für Mehrfachkanten.
Die Repräsentation eines Graphen als Matrix erlaubt den Einsatz von Methoden der linearen Algebra. Die Anwendung und Untersuchung solcher Methoden bildet ein zentrales Thema in der spektralen Graphentheorie. Es bildet damit eine Schnittstelle zwischen Graphentheorie und linearer Algebra.

## Varianten
Die folgenden Definitionen gelten für Graphen {\displaystyle G=(V,E)}, deren Knoten mit den Zahlen 1 bis n durchgehend nummeriert sind. Je nachdem, ob man einen Graphen mit Kantengewichten oder Mehrfachkanten betrachtet, unterscheidet sich die Definition der Adjazenzmatrix leicht. Hypergraphen sowie kantengewichtete Graphen mit Mehrfachkanten besitzen keine Darstellung als Adjazenzmatrix.

### Graphen ohne Kantengewichte, ohne Mehrfachkanten
In einem Graphen ohne Kantengewichte und ohne Mehrfachkanten ist die Kantenmenge durch eine Menge 2-Tupeln {\displaystyle (i,j)} gegeben, wobei {\displaystyle i} und {\displaystyle j} die Nummern der Anfangs- und der Endknoten der Kanten sind. Handelt es sich um einen ungerichteten Graphen ist {\displaystyle (i,j)} in der Kantenmenge genau dann wenn {\displaystyle (j,i)} in der Kantenmenge ist. Die Adjazenzmatrix ist für ungerichtete Graphen also immer symmetrisch. In diesem Fall genügt es, nur die obere Hälfte der Matrix zu speichern. Es müssen also nur die Matrixelemente {\displaystyle a_{i,j}} mit {\displaystyle i\leq j} gespeichert werden.
Die Adjazenzmatrix {\displaystyle A=[a_{ij}]} des Graphen {\displaystyle G} ist durch seine Einträge definiert als
{\displaystyle a_{ij}={\begin{cases}1&{\text{falls}}\;(i,j)\in E,\\0&{\text{sonst}}.\end{cases}}}
Ein Beispiel für einen ungerichteten Graphen ohne Kantengewichte und ohne Mehrfachkanten ist in der Abbildung oben zu sehen. Daneben ist die dazugehörige, symmetrische Adjazenzmatrix. Selbstkanten, von einem Knoten {\displaystyle n} zum gleichen Knoten {\displaystyle n} erkennt man an der entsprechenden 1 auf der Hauptdiagonale.

### Graphen ohne Kantengewichte, mit Mehrfachkanten
Handelt es sich bei dem Graphen {\displaystyle G} um einen Multigraphen ohne Kantengewichte, dann wird die Menge seiner Kanten als Multimenge {\displaystyle E} von Knotenpaaren beschrieben.
Die Adjazenzmatrix {\displaystyle A=[a_{ij}]} des Graphen {\displaystyle G} ist durch seine Einträge definiert als
{\displaystyle a_{ij}={\begin{cases}|K(i,j)|,&{\text{falls}}\;(i,j)\in E,\\0&{\text{sonst}}.\end{cases}}}
Hierbei bezeichnet {\displaystyle |K(i,j)|} die Anzahl aller Kanten, welche die Knoten mit Nummer {\displaystyle i} und {\displaystyle j} verbinden.

### Graphen mit Kantengewichten, ohne Mehrfachkanten
|                                                               | {\displaystyle A={\begin{pmatrix}0&0&12&60&0\\10&0&0&0&0\\0&20&0&32&0\\0&0&0&0&0\\7&0&0&0&0\\\end{pmatrix}}} |
| Gerichteter Graph mit Kantengewichten und ohne Mehrfachkanten | Adjazenzmatrix zum Graphen links                                                                             |

Für einen kantengewichteten Graph {\displaystyle G=(V,E,c)} mit Kantengewicht {\displaystyle c} ist seine Adjazenzmatrix {\displaystyle A=[a_{ij}]} über ihre Einträge definiert als
{\displaystyle a_{ij}={\begin{cases}c_{ij}&{\text{falls}}\;(i,j)\in E,\\0&{\text{sonst}}.\end{cases}}}
Gelegentlich wird anstelle einer {\displaystyle 0} ein {\displaystyle \infty } in die Adjazenzmatrix eingetragen. Das bietet sich insbesondere an, wenn die Adjazenzmatrix für Algorithmen genutzt werden soll, für deren Zwecke fehlende Verbindungen als „unendlich teuer“ aufgefasst werden können. Das ist etwa für alle Kürzeste-Wege-Algorithmen der Fall.

## Eigenschaften
|                                                              | {\displaystyle A={\begin{pmatrix}0&3&0&0\\2&0&4&0\\0&0&0&1\\0&0&2&0\\\end{pmatrix}}} |
| Gerichteter Graph mit Kantengewichten und mit Mehrfachkanten | reduzible Adjazenzmatrix zum schleifenfreien Graphen links                           |

Einige Eigenschaften eines Graphen lassen sich leicht aus seiner Adjazenzmatrix ermitteln:
- Ist der Graph ungerichtet, so ist die Adjazenzmatrix symmetrisch.
- Sind alle Einträge entlang der Hauptdiagonale der Adjazenzmatrix 0, so ist der Graph schleifenfrei, siehe Abbildung.
- Die Adjazenzmatrix eines gerichteten Graphen ist genau dann irreduzibel, wenn der Graph stark zusammenhängend ist. Analog ist die Adjazenzmatrix eines ungerichteten Graphen genau dann irreduzibel, wenn der Graph zusammenhängend ist.
- Ist {\displaystyle A} die Adjazenzmatrix eines gerichteten Graphen und ist die Matrix {\displaystyle A^{T}+A} irreduzibel, so ist der Graph schwach zusammenhängend. Die Matrix {\displaystyle A^{T}+A} entspricht dann (bis auf Gewichte) der Adjazenzmatrix des dem gerichteten Graphen zu Grunde liegenden ungerichteten Graphen
- Sind zwei Adjazenzmatrizen gleich, so sind die Graphen isomorph. Isomorphe Graphen können aber verschiedene Adjazenzmatrizen besitzen, denn die Adjazenzmatrix ändert sich, wenn die Knoten umnummeriert werden.[1]
- Sei für einen ungerichteten und ungewichteten Graphen die zugehörige Inzidenzmatrix {\displaystyle B=(b_{i,j})} gegeben. Dann gilt {\displaystyle BB^{T}=A+\Delta }, wo {\displaystyle \Delta } eine Diagonalmatrix darstellt und {\displaystyle B^{T}=(b_{j,i})} die Transponierte. Für schleifenfreie Graphen ist daher {\displaystyle BB^{T}-\operatorname {diag} (BB^{T})=A}.
- Aus der Adjazenzmatrix lässt sich mit Hilfe der Knotengrade die Anzahl aller aufspannenden Bäume für den zugehörigen Graphen bestimmen. Sei {\displaystyle A'} = {\displaystyle \operatorname {diag} (\operatorname {deg} (v_{1}),\operatorname {deg} (v_{2}),\dots ,\operatorname {deg} (v_{n}))-A}, dann ist die Anzahl der aufspannenden Bäume in dem Graphen gleich dem Minoren {\displaystyle \det(A'_{ii})} für ein beliebiges {\displaystyle i=1,...,n}.[4] Dies wird auch durch den Satz von Kirchhoff ausgesagt.

## Verwendung

### Speicherung von Graphen im Computer
Adjazenzmatrizen können auch zur Speicherung von Graphen im Computer dienen. Sie sind besonders leicht zu implementieren und der Zugriff erfolgt in {\displaystyle {\mathcal {O}}(1)} (vgl. Landau-Symbole). Allerdings benötigen sie Speicher von {\displaystyle {\mathcal {O}}(n^{2})}, wobei {\displaystyle n} die Anzahl der Knoten des Graphen ist. Deshalb wird diese Speicherungsart für Graphen in der Praxis selten genutzt. Wenn allerdings ein Graph im Vergleich zur Anzahl der Knoten nur wenige Kanten besitzt, kann die Adjazenzmatrix als dünnbesetzte Matrix implementiert werden. Alternativ kann man, um nur Nachbarschaftsbeziehungen darzustellen, auch eine Inzidenzmatrix verwenden. Deren Größe hängt direkt von der Anzahl der Kanten ab.

### Spektrale Graphentheorie
Adjazenzmatrizen werden auch in der spektralen Graphentheorie verwendet. Hierbei geht es insbesondere darum, mittels der verschiedenen Eigenschaften der Adjazenzmatrix Rückschlüsse auf gewisse Eigenschaften des repräsentierten Graphen zu ziehen.

### Konstruktion von Ranking-Algorithmen
Die Adjazenzmatrix findet auch in der Konstruktion von zahlreichen Ranking-Algorithmen Verwendung wie z. B. dem PageRank-Algorithmus oder dem Konzept der Hubs und Authorities. Beide Methoden werden hauptsächlich auf die Verlinkung von Homepages im Internet angewandt (daher wird die Adjazenzmatrix in diesem Zusammenhang auch oft Linkmatrix genannt), können aber allgemeiner auch als Methoden zur Berechnung der relativen Wichtigkeit eines Knotens in einem Graphen interpretiert werden. Beim PageRank wird z. B. die Adjazenzmatrix schrittweise modifiziert, um eine stochastische Matrix zu gewinnen, welche auch Google-Matrix genannt wird.

### Pfadlänge in Graphen berechnen
Ist {\displaystyle G=(V,E)} ein gerichteter Graph ohne Mehrfachkanten und ohne Kantengewichte und {\displaystyle A} die dazugehörige Adjazenzmatrix, so lässt sich die Anzahl der Pfade von Knoten {\displaystyle i} nach Knoten {\displaystyle j}, welche genau {\displaystyle k} Kanten enthalten, folgendermaßen bestimmen: berechne {\displaystyle A^{k}} und betrachte den Eintrag in der {\displaystyle i}-ten Zeile und der {\displaystyle j}-ten Spalte. Dieser ist die Anzahl der Pfade von {\displaystyle i} nach {\displaystyle j}, welche genau {\displaystyle k} Kanten enthalten.
Der Vektorraum, der von den Spalten der Adjazenzmatrix aufgespannt wird, wird auch Adjazenzraum des Graphen genannt.

#### Beispiel
Betrachte folgende ungewichtete Adjazenzmatrix:
{\displaystyle A={\begin{pmatrix}0&1&0&0\\1&0&1&0\\0&0&0&1\\0&0&1&0\end{pmatrix}}}

Gesucht wird die Anzahl der Pfade von Knoten 2 nach Knoten 3, mit Pfadlänge 3. Dazu muss {\displaystyle A^{3}} berechnet werden:
{\displaystyle A^{2}={\begin{pmatrix}1&0&1&0\\0&1&0&1\\0&0&1&0\\0&0&0&1\end{pmatrix}}}
{\displaystyle A^{3}={\begin{pmatrix}0&1&0&1\\1&0&2&0\\0&0&0&1\\0&0&1&0\end{pmatrix}}}
Es gibt also zwei Pfade im Graphen, welche von Knoten 2 nach Knoten 3 gehen und genau 3 Kanten enthalten: Der erste ist 2-1-2-3, der zweite 2-3-4-3.

### Erreichbare Knoten ermitteln
Um die Knoten zu ermitteln, die von einem Ausgangsknoten in {\displaystyle n} Schritten erreichbar sind, summiert man zunächst die ersten {\displaystyle n} Potenzen einer Adjazenzmatrix inklusive der Einheitsmatrix als nullter Potenz auf. Anschließend ersetzt man alle Elemente ungleich {\displaystyle 0} durch {\displaystyle 1}. So erhält man eine Matrix, die für jeden Knoten angibt, welche Knoten von ihm aus in höchstens {\displaystyle n} Schritten erreichbar sind.
Ändert sich diese Matrix vom {\displaystyle n}-ten auf den {\displaystyle (n+1)}-ten Schritt nicht, hat man so die Erreichbarkeitsmatrix des Graphen ermittelt.

#### Beispiel
Es wird weiterhin folgende ungewichtete Adjazenzmatrix betrachtet:
{\displaystyle A={\begin{pmatrix}0&1&0&0\\1&0&1&0\\0&0&0&1\\0&0&1&0\end{pmatrix}}}

Berechnet man {\displaystyle \sum _{n=0}^{4}A^{n}} und ersetzt alle Einträge, die nicht 0 sind, durch 1, so ergibt sich die Matrix
{\displaystyle K_{4}={\begin{pmatrix}1&1&1&1\\1&1&1&1\\0&0&1&1\\0&0&1&1\end{pmatrix}}}
Analoges Vorgehen mit {\displaystyle \sum _{n=0}^{5}A^{n}} liefert {\displaystyle K_{4}=K_{5}}. Die Matrix ändert sich also nicht mehr, {\displaystyle K_{4}} ist daher bereits die Erreichbarkeitsmatrix des Graphen.
Alternativ zur Adjazenzmatrix kann für Entfernungen zwischen Punkten in Graphen auch eine Entfernungstabelle verwenden. Diese hat ebenfalls für jeden Knoten eine Zeile und eine Spalte, enthält aber die Entfernung zwischen 2 Knoten, unabhängig davon, ob diese direkt oder über mehrere Kanten verbunden sind.